# Potu
Potu är en ort i Azerbajdzjan. Den ligger i distriktet Göyçay, i den centrala delen av landet, 180 km väster om huvudstaden Baku. Potu ligger 69 meter över havet och antalet invånare är 3 567.
Terrängen runt Potu är platt söderut, men norrut är den kuperad. Terrängen runt Potu sluttar söderut. Närmaste större samhälle är Geoktschai, 3,9 km norr om Potu.
Trakten runt Potu består till största delen av jordbruksmark. Runt Potu är det ganska tätbefolkat, med 134 invånare per kvadratkilometer.